# Diocesi di Granada in Colombia
La diocesi di Granada in Colombia (in latino Dioecesis Granadiensis in Columbia) è una sede della Chiesa cattolica in Colombia suffraganea dell'arcidiocesi di Villavicencio. Nel 2023 contava 182.457 battezzati su 252.852 abitanti. È retta dal vescovo Jorge Enrique Malpica Bejarano.

## Territorio
La diocesi comprende 13 comuni nella parte sudoccidentale del dipartimento colombiano di Meta: El Dorado, El Castillo, Fuente de Oro, Granada, La Macarena, Uribe, Lejanías, Mesetas, Puerto Concordia, Puerto Lleras, Puerto Rico, San Juan de Arama e Vista Hermosa; del municipio di La Macarena è esclusa la parte occidentale del suo territorio che appartiene alla diocesi di San Vicente del Caguán.
Sede vescovile è la città di Granada, dove si trova la cattedrale di Nostra Signora del Carmelo (Nuestra Señora del Carmen).
Il territorio si estende su una superficie di 35.000 km² ed è suddiviso in 27 parrocchie, raggruppate in 5 vicariati: Waldino Castillo, San Juan Pablo II, San José, San Pedro Apostol e Santa Teresita.

## Storia
La prefettura apostolica di Ariari fu eretta il 16 gennaio 1964 con la bolla Laetamur admodum di papa Paolo VI, ricavandone il territorio dal vicariato apostolico di Villavicencio (oggi arcidiocesi).
Il 3 ottobre 1987 la prefettura apostolica fu elevata al rango di vicariato apostolico con la bolla Ad universas orbis  di papa Giovanni Paolo II.
Il 29 ottobre 1999 per effetto della bolla Cum Vicariatus dello stesso papa Giovanni Paolo II il vicariato apostolico è stato ulteriormente elevato a diocesi e ha assunto il nome attuale.
Originariamente suffraganea dell'arcidiocesi di Bogotà, il 3 luglio 2004 la diocesi è entrata a far parte della provincia ecclesiastica dell'arcidiocesi di Villavicencio.

## Cronotassi dei vescovi
Si omettono i periodi di sede vacante non superiori ai 2 anni o non storicamente accertati.
- Jesús María Coronado Caro, S.D.B. † (16 gennaio 1964 - 10 febbraio 1973 nominato vescovo di Girardot)
- Héctor Jaramillo Duque, S.D.B. † (14 settembre 1973 - 3 agosto 1981 nominato vescovo di Sincelejo)
- Luís Carlos Riveros Lavado, S.D.B. † (5 marzo 1982 - 27 settembre 1986 deceduto)
- Héctor Julio López Hurtado, S.D.B. (15 dicembre 1987  - 15 giugno 2001 nominato vescovo di Girardot)
- José Figueroa Gómez (8 agosto 2002 - 31 maggio 2025 ritirato)
- Jorge Enrique Malpica Bejarano, dal 31 maggio 2025

## Statistiche
La diocesi nel 2023 su una popolazione di 252.852 persone contava 182.457 battezzati, corrispondenti al 72,2% del totale.
| anno | popolazione | popolazione | popolazione | presbiteri | presbiteri | presbiteri | presbiteri                | diaconi | religiosi | religiosi | parrocchie |
| anno | battezzati  | totale      | %           | numero     | secolari   | regolari   | battezzati per presbitero | diaconi | uomini    | donne     | parrocchie |
| ---- | ----------- | ----------- | ----------- | ---------- | ---------- | ---------- | ------------------------- | ------- | --------- | --------- | ---------- |
| 1966 | 55.000      | 63.000      | 87,3        | 10         |            | 10         | 5.500                     |         | 3         | 4         | 7          |
| 1968 | 69.700      | 95.000      | 73,4        | 12         |            | 12         | 5.808                     |         | 18        | 8         | 8          |
| 1976 | 110.000     | 120.000     | 91,7        | 22         |            | 22         | 5.000                     |         | 28        | 24        | 14         |
| 1980 | 120.500     | 135.000     | 89,3        | 27         | 1          | 26         | 4.462                     |         | 30        | 33        | 15         |
| 1990 | 208.000     | 230.000     | 90,4        | 25         | 8          | 17         | 8.320                     |         | 21        | 36        | 16         |
| 1999 | 192.000     | 207.000     | 92,8        | 25         | 14         | 11         | 7.680                     |         | 15        | 29        | 18         |
| 2000 | 188.000     | 202.760     | 92,7        | 25         | 13         | 12         | 7.520                     |         | 16        | 32        | 18         |
| 2001 | 193.250     | 202.920     | 95,2        | 28         | 15         | 13         | 6.901                     |         | 17        | 30        | 18         |
| 2002 | 194.300     | 210.000     | 92,5        | 29         | 15         | 14         | 6.700                     |         | 19        | 30        | 18         |
| 2003 | 150.000     | 172.000     | 87,2        | 27         | 14         | 13         | 5.555                     |         | 19        | 30        | 19         |
| 2004 | 150.000     | 200.000     | 75,0        | 31         | 19         | 12         | 4.838                     |         | 18        | 30        | 18         |
| 2006 | 151.931     | 205.151     | 74,1        | 31         | 21         | 10         | 4.901                     |         | 11        | 31        | 18         |
| 2013 | 188.000     | 232.100     | 81,0        | 37         | 31         | 6          | 5.081                     |         | 6         | 26        | 21         |
| 2016 | 185.636     | 238.607     | 77,8        | 39         | 36         | 3          | 4.759                     |         | 4         | 26        | 23         |
| 2019 | 211.180     | 278.160     | 75,9        | 50         | 45         | 5          | 4.223                     |         | 6         | 16        | 26         |
| 2021 | 217.450     | 286.650     | 75,9        | 56         | 48         | 8          | 3.883                     |         | 8         | 23        | 27         |
| 2023 | 182.457     | 252.852     | 72,2        | 60         | 54         | 6          | 3.040                     | 2       | 8         | 15        | 27         |